# Крен

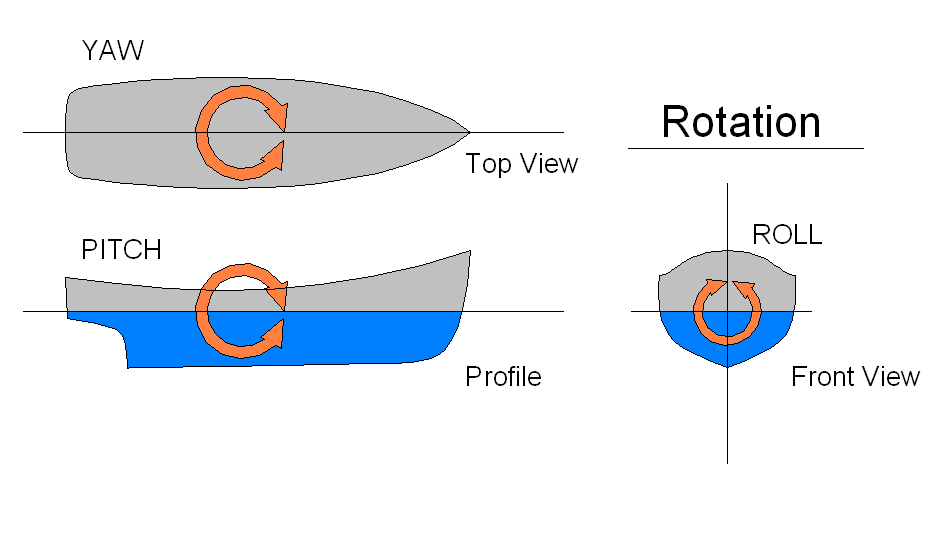
Осі корабля та обертання навколо них.

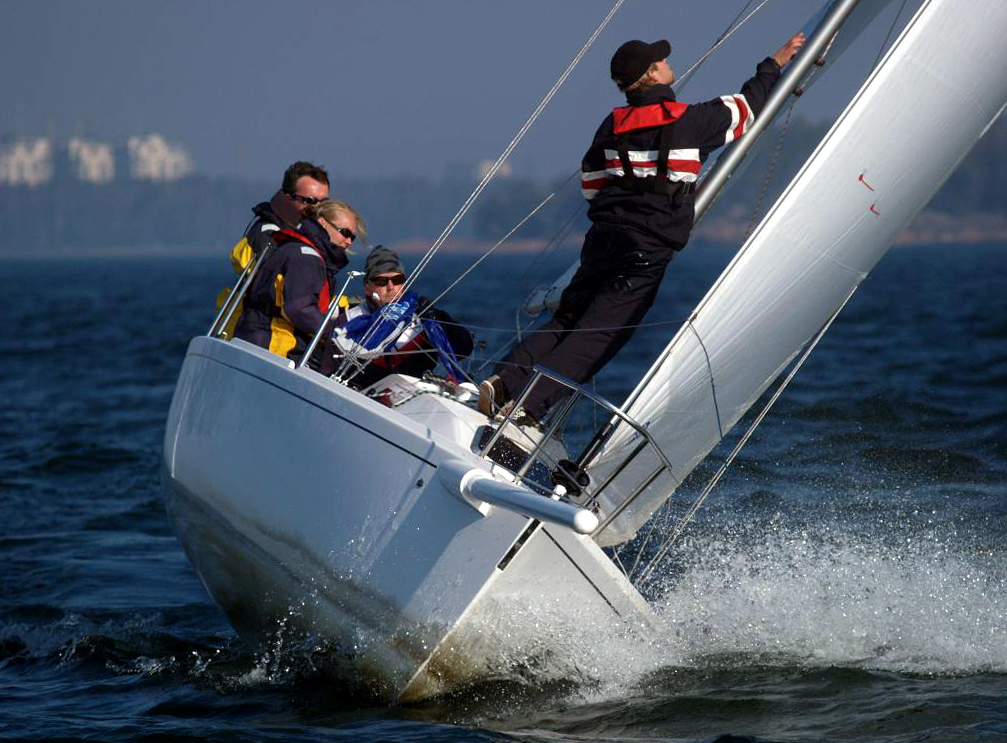
Крен яхти

Крен (від нід. krengen, «кренгувати»; менш ймовірно виведення від фр. carène — «підводна частина судна») — поворот корпусу корабля, човна чи літака навколо його поздовжньої осі.
Один з трьох кутів (крен, тангаж і рискання) відповідних трьом кутам Ейлера, які задають орієнтацію апарата щодо нормальної системи координат. Крен, в класичному розумінні, не визначений при тангажі, що дорівнює 90° і -90°. Кут крену (кут нахилу) позначається буквою γ (гамма). На відміну від літаків, кут повороту ракети навколо поздовжньої осі називається не креном, а кутом обертання, і позначається буквою φ (фі).
Викликається роботою елеронів — елементів механізації крила.